# Yasmine Hamdan
Yasmine Hamdan (arab. ياسمين حمدان; ur. 1976) – libańska piosenkarka tworząca muzykę elektroniczną z elementami tradycyjnej muzyki arabskiej. Wokalistka libańskiej grupy trip-hopowej Soap Kills.
Wychowywała się w Grecji, Kuwejcie i Libanie; karierę muzyczną rozpoczęła w Bejrucie.
Wraz z Soap Kills nagrała trzy albumy: Bater (2001), Cheftak (2002), Enta Fen (2005). W roku 2007 w Paryżu utworzyła z Mirwaisem Ahmadzaïem elektroniczne duo Y.A.S. W 2009 wydali wspólne album Arabology.

## Dyskografia

### Z Soap Kills
- Bater (1999)
- Cheftak (2001)
- Enta Fen (2005)

### Z Y.A.S.
- Arabology (2009)

### Albumy solowe
- Ya Nass (2013) (oryginalnie wydany w limitowanej edycji w 2012 jako Yasmine Hamdan)
- Al Jamilat (2017)
- Jamilat Reprise (2018)

## Muzyka filmowa
- 2016: In Between
- 2013: Tylko kochankowie przeżyją
- 2009: The Time That Remains
- 2006: What a Wonderful World
- 2005: A Perfect Day
- 2003: Cendres
- 2002: Aux Frontière
- 2002: Intervention Divine
- 2002: Terra Incognita